# Chính phủ với Doanh nghiệp
Chính phủ với Doanh nghiệp (viết tắt G2B) là hình thức tương tác trực tuyến không mang tính thương mại giữa chính phủ (địa phương và trung ương) và thành phần doanh nghiệp thương mại. Đây là một trong ba yếu tố chính trong Chính phủ điện tử. Một số hình thức giao dịch điển hình đó là: cung cấp các thông tin về luật, quy chế, chính sách và các dịch vụ hành chính công trực tuyến cho doanh nghiệp chủ yếu thông qua Internet.